# Cratere Toro
Toro  è un cratere sulla superficie di Marte.